# Ребекка Гармс

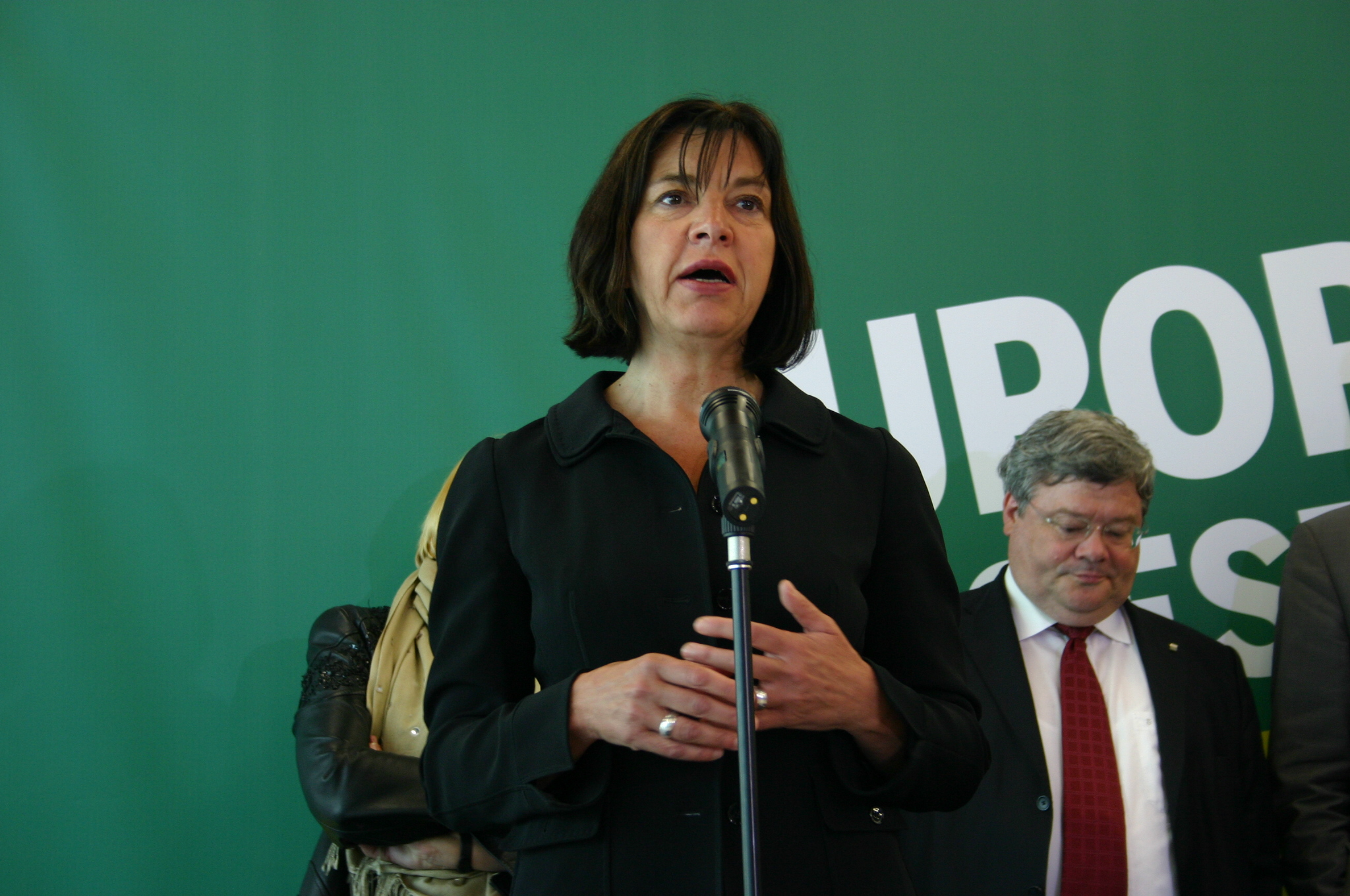
Ребекка Гармс

Ребекка Гармс (нім. Rebecca Harms; нар. 7 грудня 1956, Гамброк біля Ільцена) — німецька політикиня (Союз 90/Партія Зелених) та режисерка-документалістка. З 2004 року Ребекка Гармс — депутатка Європейського парламенту, з 2016 року до 13 грудня 2016 року — співголова фракції Зелені/Європейський вільний альянс та на даний час — співголова делегації у Парламентській асамблеї ЄВРОНЕСТ. У липні 2018 року Гармс повідомила, що через розбіжності з частиною європейської партії зелених вона не буде заново висувати свою кандидатуру на європейських парламентських виборах 2019 року.

## Біографія та кар'єра
Ребекка Гармс виросла в маленькому селі неподалік Ільцена у Нижній Саксонії. У 1975 вона закінчила шкільну освіту, склавши екзамени абітури в Ільцені. У 1979 році вона успішно отримала професійну освіту з лісового господарства. На політичний розвиток Гармс вплинув протиядерний рух, таким чином, вона публічно виступає проти ядерної енергетики. У 1997 році вона була співзасновницею громадянської ініціативи проти захоронення атомних відходів у Ґорлебені, а у 1982 році була обрана головою цієї ініціативи.
У 1984 році Гармс працювала асистенткою Ундіни фон Блоттніц у Європейському парламенті у Брюсселі. З 1988 по 1994 роки у співпраці з Вендлендським Кінокооперативом Гармс брала участь у продукції цілої серії документальних фільмів.

## Партійна діяльність
З 1998 по 2015 роки Ребекка Гармс належала до партійної ради Союзу 90/Зелених.

## Політична діяльність
У 1994 році Гармс висунула свою кандидатуру до ландтагу у федеральній землі Нижня Саксонія, у 1998 році очолила там фракцію партії зелених.
Найважливішою для неї завжди була тема енергетичної політики. Свою лінію за використання відновлювальних енергій, за ефективне використання енергії та проти ренесансу атомної енергії, Ребекка Гармс з 2004 р. продовжує проводити в Європарламенті, в Комісії з питань індустрії, досліджень та енергії. Вона — член Комітету з питань парламентської співпраці між Україною та ЄС та заступник Комітету з питань охорони довкілля. Ребекка Гармс — член політради Альянс 90/Партія Зелених, разом з Даніелем Кон-Бендітом — співголова фракції Зелених/Європейський вільний альянс в Європейському парламенті.

## Ребекка Гармс і Україна
Ребекка Гармс заявляла, що належить до тих європейських політиків, які активно працюють над тим, щоб Україна була членом європейської сім'ї і що протягом тривалого часу, а особливо з часу «помаранчевої революції», Україна належить до політичних пріоритетів її роботи у Брюсселі.
Була спостерігачем від Європарламенту на виборах Президента України 2010 року і заявляла, що все відбувалося коректно, попри деякі порушення і закликала щоб Тимошенко і Янукович визнали результати виборів і переходили до політичної діяльності.
Закликала до негайної реакції Євросоюзу на поточні події в Україні та введення персональних санкцій проти українського керівництва у зв'язку з неучастю у парламентських виборах 2012 року лідерів опозиції Юлії Тимошенко та Юрія Луценка.
Піддавала жорсткій критиці заступника Генерального прокурора України Рената Кузьміна, заявлючи, що він «не має зеленого поняття» про європейські стандарти юстиції і верховенство права та «не поважає принципу презумпції невинності», що стоїть в основі європейського судочинства.
15 грудня 2013 року відвідала Київ і підтримала Євромайдан.
25 вересня 2014 року лідерку фракції Зелених у Європарламенті, котра їхала у Москву для спостереження за процесом Надії Савченко, російська влада порахувала «небажаною персоною» та відмовила у в'їзді на територію Росії. По трьох годинах перебування в аеропорту Гармс повідомили, що її в'їзд може бути розцінено як «кримінальний злочин».
У червні 2018 підтримала відкритий лист діячів культури, політиків і правозахисників із закликом до світових лідерів виступити на захист ув'язненого у Росії українського режисера Олега Сенцова й інших політв'язнів.

## Нагороди
- орден княгині Ольги III ступеня (Україна, 2008)[16];
- Відзнака Президента України — ювілейна медаль «25 років незалежності України» (22 серпня 2016) — за вагомий особистий внесок у зміцнення міжнародного авторитету Української держави, популяризацію її історичної спадщини і сучасних надбань та з нагоди 25-ї річниці незалежності України[17]